# Lyman Knute Swenson
Lyman Knute Swenson, né le 23 octobre 1892 et mort le 13 novembre 1942, est un officier de la marine américaine.

## Biographie
Lyman Knute Swenson est né à Pleasant Grove dans l'Utah et est diplômé de l'Académie navale d'Annapolis le 2 juin 1916. Après avoir servi à bord de l'USS Vermont et de l'USS Denver, il se prépare pour une mission en sous-marin. Après avoir servi à bord du de l'USS D-1 au cours de Première Guerre mondiale, il commande le H-6 le 26 mai 1919.
En 1921, il revient aux commandement de navires de surface, servant sur l'USS Arkansas (BB-33) et l'USS New Mexico (BB-40), avant de commander l'USS Isabel (PY-10), puis la division 64 de destroyers. Le Juneau passe sous son commandement le 18 décembre 1941 alors qu'il est encore en construction. Le capitaine nouvellement promu et le nouveau croiseur léger ont été tous les deux perdus lors de la dernière phase de la Bataille navale de Guadalcanal le 13 novembre 1942. Deux fois torpillé au cours de ce que l'historien Samuel E. Morison a appelé « le combat maritime le plus fou et le plus désespéré depuis la Bataille du Jutland », le Juneau a coulé rapidement, emportant le capitaine et la plupart de son équipage, y compris les cinq Frères Sullivan. Cette bataille a empêché le débarquement de japonais venus en renfort sur Guadalcanal.
Pour son « extraordinary heroism...daring and determination... » le capitaine Swenson a reçu à titre posthume la Navy Cross.

## Homonyme
En 1943, le destroyer USS Lyman K. Swenson (DD-729) a été nommé en son honneur.